# Новоборисовка (Московская область)
Новобори́совка — деревня в Наро-Фоминском районе Московской области, входит в состав сельского поселения Веселёвское. Население — 44 чел. (2010). До 2006 года Новоборисовка входила в состав Веселёвского сельского округа.
Деревня расположена в юго-западной части района, на правом берегу реки Протва, примерно в 10 км к югу от города Верея, высота центра над уровнем моря 194 м. Ближайшие населённые пункты — Вышегород в 0,5 км на юго-восток и Набережная Слобода в 0,7 км на восток, на противоположном берегу реки.

## Население
| 2002 | 2006 | 2010 |
| ---- | ---- | ---- |
| 29   | ↘25  | ↗44  |